# DQ Herculis
DQ Herculis sau Nova Herculis 1934 este o stea care a explodat în 1934 în constelația Hercules cu magnitudine 1.5

## Coordonate delimitative
Ascensie dreaptă: 18h 07m 30.1s
Declinație: +45° 51’ 31”